# Coleophora aethiops
Coleophora aethiops is een vlinder uit de familie kokermotten (Coleophoridae). De wetenschappelijke naam is voor het eerst geldig gepubliceerd in 1877 door Wocke.
De soort komt voor in Europa.